# Lasiopogon drabicola
Lasiopogon drabicola là một loài ruồi trong họ Asilidae. Lasiopogon drabicola được Cole miêu tả năm 1916.